# Sonntag
Der Sonntag ist im bürgerlichen Kalender des deutschsprachigen Raums und des Großteils der Welt der siebte und somit letzte Wochentag; so ist es auch im internationalen Standard ISO 8601 festgelegt. Geschichtlich war der Sonntag der zweite Tag der spätantiken Planetenwoche und als „Tag der Sonne“ (lateinisch dies solis) dem Sonnengott geweiht. Im Jahr 321 erklärte Kaiser Konstantin I., im Zuge seiner Christianisierung des Römischen Reiches, den Dies solis zum verpflichtenden Feiertag für Römer und auch für die Juden, Christen und Mithrasanhänger.
In früheren Jahrhunderten dagegen galt der Sonntag als erster Tag der Woche. Darauf verweist der Mittwoch, der in der Mitte der Woche lag, also der vierte Wochentag war. Da nun der Sonntag der letzte Tag und der Montag der erste Tag der Woche sind, trifft die Bezeichnung für den Mittwoch nicht mehr zu. 
Vor allem in jüdischen, muslimischen und christlichen Bereichen gilt der Sonntag auch heute noch als erster Wochentag. Nach jüdischer Tradition beginnt die siebentägige Woche mit dem ersten Tag der Woche (יום ראשון; transkribiert: Jom Rischon), die in den Feiertag Schabbat als den siebten Tag einmündet. Der jüdische Tanach, das christliche Alte Testament, beginnt mit der Schöpfung in sechs Tagen mit einem darauf folgenden Ruhetag (1. Mose 1,3–2,3 ). 
Dass sich im Christentum der Sonntag zum Wochenfesttag entwickelte und den jüdischen Schabbat, den letzten Tag der Woche, ablöste, hängt unter anderem mit der neutestamentarischen Auferstehung Jesu Christi zusammen, die an einem „ersten Tag der Woche“ (Mt 28,1 ) geschehen sein soll. Älteste Handschriften, in griechischer Sprache, die den Text von Mt 28,1 enthalten, stammen aus dem 4. Jahrhundert n. Chr. Frühe Christen nannten diesen Tag Herrentag (griechisch κυριακὴ ἡμέρα kyriakē hēmera). Das griechische kyriakē hēmera wurde im Lateinischen mit dies dominica wiedergegeben. Romanische Sprachen haben diese Bezeichnung aufgenommen und nennen den Sonntag daher „Domenica“ (italienisch), „Domingo“ (spanisch) und „Dimanche“ (französisch).

## Gesetzliche Regelungen zur Arbeitsruhe am Sonntag

### Deutschland
Für Deutschland ist die Kalenderwoche durch die Norm DIN 1355 definiert (seit 1. Januar 1976). Demgemäß besteht die Kalenderwoche aus sieben Tagen; sie beginnt mit Montag und endet mit Sonntag.
Die Sonntagsruhe ist gesetzlich geregelt und verfassungsrechtlich besonders geschützt (Art. 140 GG). Sie geht in ihren Ursprüngen auf die Gewerbeordnungsnovelle vom 1. Juni 1891 von Kaiser Wilhelm II. zurück.

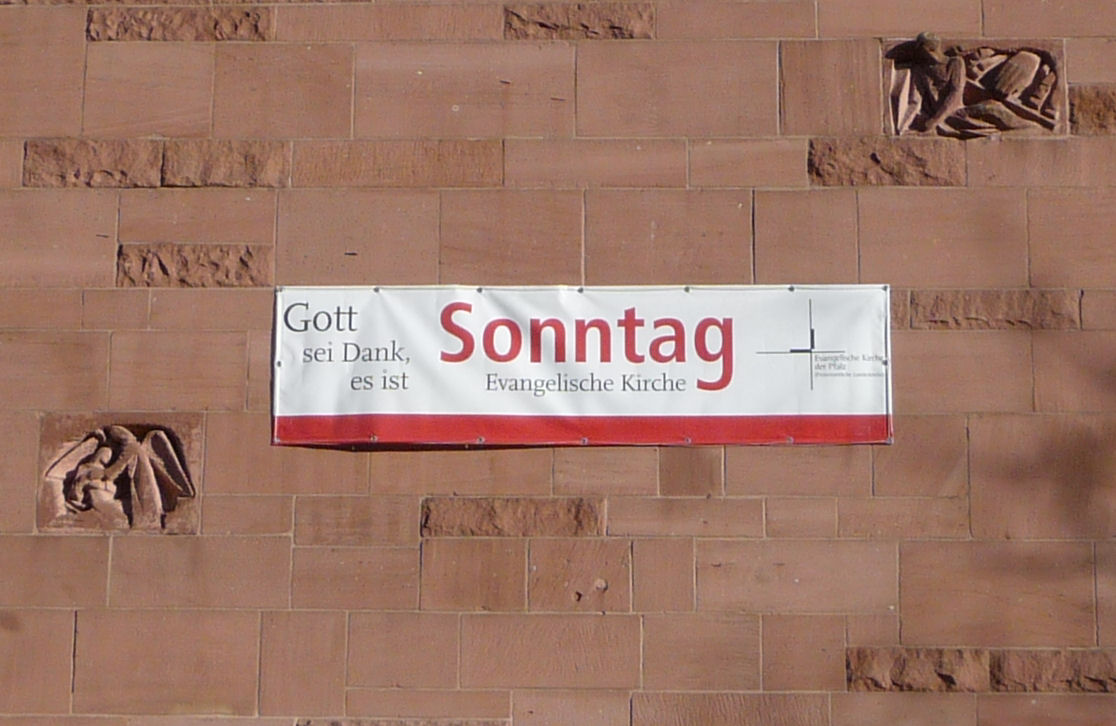
„Gott sei Dank, es ist Sonntag“; Spruchband an einer Kirche

In manchen Bereichen ist Sonntagsarbeit gut zu begründen: Wenn der Betrieb von Maschinen und Anlagen nicht für einzelne Tage abgeschaltet werden kann, wenn landwirtschaftliche Arbeit dringend ist, und wenn es um die Aufrechterhaltung von Sicherheit und Versorgung geht. Daher lassen Arbeitsgesetze für den Sonntag entgegen der Sonntagsruhe entsprechende Ausnahmen zu.
Aber grundsätzlich findet die Sonntagsruhe christliche Fürsprecher: Es bleibt der Sonntag als „großes Kulturgut“ (Reinhard Kardinal Marx) zu schützen. Man sollte ihn bei der Gestaltung des Lebens nicht immer mehr der „Wirtschaft unterordnen“ (Landesbischof Heinrich Bedford-Strohm).
In der Allianz für den freien Sonntag haben sich mehrere Organisationen zusammengeschlossen, um sich für den Schutz des Sonntags als arbeitsfreiem Tag einzusetzen: Der Kirchliche Dienst in der Arbeitswelt (KDA), der Bundesverband evangelischer Arbeitnehmerorganisationen (BVEA), die Katholische Arbeitnehmerbewegung (KAB), die katholische Betriebsseelsorge und die Gewerkschaft Verdi.

### Europa
Viele europäische Länder haben gesetzliche Einschränkungen der Sonntagsarbeit.

Im europäischen Recht war der arbeitsfreie Sonntag noch bis in die 1990er Jahre verankert, dann kippte der Europäische Gerichtshof die Klausel. Seither liegt es an den jeweiligen Ländern: So entschied erst Ende 2013 ein britisches Gericht, dass christliche Arbeitnehmer Sonntagsarbeit nicht unter Verweis auf ihren Glauben ablehnen dürften.
2011 gründete sich die „European Sunday Alliance“ (europäische Sonntagsallianz). Gewerkschaften, Kirchen, Sportverbände und Sozialorganisationen setzen sich damit für den Erhalt des arbeitsfreien Sonntags als Teil des europäischen Kulturerbes ein.

### Islamisch geprägte Staaten
Neben dem Judentum und dem Christentum kennt auch der Islam den siebentägigen Feiertagsrhythmus. In vielen islamischen Ländern nimmt der Freitag die Rolle des Ruhetags ein, wobei der Tag früher nicht arbeitsfrei war, sondern nur jedermann der mittägliche Besuch der Moschee ermöglicht werden sollte. Arbeitsfreier Tag wurde der Freitag in islamischen Ländern im 20. Jahrhundert. Da auf Arabisch der Sonntag den Namen yom al ahad („erster Tag“) trägt, ist diese Bezeichnung als arabisches Lehnwort oder als Übersetzung in den Sprachen der meisten Muslime (Arabisch, Iranisch/Tadschikisch, Tatarisch, Malaiisch/Indonesisch) zu finden.

## Entwicklung der christlichen Sonntagsfeier
In den meisten vom Christentum geprägten Ländern ist der Sonntag der wöchentliche Feiertag, an dem in fast allen Kirchen der Gottesdienst gefeiert wird als Feier von Tod und Auferstehung Christi. Diese aktuelle Praxis hat eine lange Geschichte.
In der griechisch-römischen Antike wurde der Jahresverlauf vor allem durch periodische Feste eingeteilt. Innerhalb der Monate wurden regional unterschiedliche Tage hervorgehoben (für die römische Zeit: Kalenden, Nonen, Iden). Für die frühe römische Zeit ist die Nundinalwoche (8-Tage-Rhythmus) als allgemeine Verbindlichkeit hoch umstritten, in griechischen Poleis ist aber oft ein 10-Tage-Rhythmus zu finden (Dekade). Juden und Babylonier hatten seit langem eine 7-Tage-Woche. Mit der babylonischen 7-Tage-Woche wurden von Griechen und Römern auch die Bezeichnungen der Tage nach den alten sieben Planeten (einschließlich Sonne und Mond) übernommen. 
Der erste Tag, welcher der Sonne gewidmet war, hieß griechisch hêméra Hêliou und lateinisch dies Solis. 274 n. Chr. erklärte Kaiser Aurelian den dies Solis zum reichsweiten Feiertag für Sol Invictus. Rechtlich kann die Verbindlichkeit dieser 7-Tage-Woche aber erst mit Kaiser Konstantin am 3. März 321 n. Chr. in der Gesetzgebung zur Arbeits- und Gerichtstagsfreiheit des Sonntags festgemacht werden. Bei Übernahme der Wocheneinteilung durch die Germanen im 4. Jahrhundert n. Chr. übersetzten sie den Begriff zu „Sonntag“, althochdeutsch sunnûntag. In romanischen Sprachen setzte sich die kirchenlateinische Bezeichnung Dominica dies („Tag des Herrn“) durch, so im Französischen Dimanche.

### Ansätze im Neuen Testament
Im Neuen Testament sind in Bezug auf wöchentliche Feiertage zwei Richtungen erkennbar:
- Die im Alten Testament gebotene Arbeitsruhe am Sabbat ist ein häufiges Diskussionsthema zwischen Pharisäern und Jesus, und der Besuch der Synagoge am Sabbat wird von Jesus und den christlichen Missionaren beibehalten und als Gelegenheit zur Verkündigung genützt.
- Jesu Auferstehung erfolgte am „ersten Tag der Woche“. Mehrere Indizien verweisen darauf, dass sich die frühen Christen an diesem Tag zur Mahlfeier zum Gedenken an Jesus versammelten.

#### Arbeitsruhe am Sabbat
Im Gesetz des Mose wurde geboten, den siebenten Tag der Woche als Ruhetag zu halten:
„Gedenke des Sabbats: Halte ihn heilig! Sechs Tage darfst du schaffen und all deine Arbeit tun. Der siebte Tag ist ein Ruhetag, dem Herrn, deinem Gott, geweiht. An ihm darfst du keine Arbeit tun: du und dein Sohn und deine Tochter, dein Sklave und deine Sklavin und dein Vieh und dein Fremder in deinen Toren. Denn in sechs Tagen hat der Herr Himmel, Erde und Meer gemacht und alles, was dazugehört; am siebten Tag ruhte er. Darum hat der Herr den Sabbat gesegnet und ihn geheiligt.“ (Exodus 20,8–11 )
Das Sabbatgebot forderte Arbeitsruhe – sogar für Tiere. Bestimmte Vorstellungen zur Gestaltung des Sabbats werden nicht geäußert, etwa dass eine Synagoge besucht werden soll. Synagogen gab es zur Zeit des Alten Testaments noch gar nicht. Vermutlich hielten jüdische Anhänger Jesu den Sabbat als Ruhetag ein. Darauf weist das Verhalten jener Frauen hin, welche Jesus nachfolgten. Sie nahmen an der Bestattung des Leichnams Jesu teil. „Am Sabbat aber hielten sie die vom Gebot vorgeschriebene Ruhe ein.“ (Lk 23,56 )
Im Neuen Testament wird das Sabbatgebot von Jesus oder den Briefschreibern nicht als Vorschrift erwähnt; das tun lediglich Pharisäer, die aufgrund ihrer Tradition genaue Ausführungsbestimmungen zum Sabbatgebot erwähnen, wie sie dann in der Mischna festgehalten wurden. Darüber hatten sie Auseinandersetzungen mit Jesus, der mit dem Sabbatgebot lockerer umzugehen schien.
Die anderen der Zehn Gebote werden im NT wiederholt, zum Teil auch erweitert und verschärft. Manche Aussagen des Paulus an Gemeinden, zu denen viele Heidenchristen gehörten, lassen sich so verstehen, dass die Beachtung des Sabbat keine Vorschrift sei. Er schreibt an die Christen in Rom, unter denen anscheinend darüber diskutiert wurde, ob bestimmte Tage besonders zu beachten seien:
„Der eine nämlich bevorzugt bestimmte Tage, der andere aber macht keinen Unterschied zwischen den Tagen. Jeder soll von seiner eigenen Auffassung überzeugt sein. Wer einen bestimmten Tag bevorzugt, tut es zur Ehre des Herrn.“ (Röm 14,5f )
Welche Art von Tagen manche römische Christen hervorheben wollten (ging es um die Einführung bestimmter Fastentage, oder um die Weiterführung des Sabbats?), wissen wir nicht. Vielleicht war Paulus selbst darüber nicht genau informiert. Durch seine pauschale Aussage („macht keinen Unterschied zwischen den Tagen“) konnte sich jeder Christ, der etwa den Sabbat nicht besonders beachten wollte, bestätigt fühlen.
An die heidenchristlichen Kolosser schreibt Paulus:
„So lasst euch nun von niemandem ein schlechtes Gewissen machen wegen Speise und Trank oder wegen eines Feiertages, Neumondes oder Sabbats. Das alles ist nur ein Schatten des Zukünftigen“ (Kol 2,16f ).
Hier denkt Paulus wohl an den wöchentlichen Sabbat. Aus den Angaben des Paulus ist zu schließen, „daß von den Heidenchristen die Sabbatheiligung ebenso wenig gefordert wurde wie die Beschneidung“.
Die frühen Judenchristen besuchten auch weiterhin am Sabbat eine Synagoge, auch in der Diaspora (etwa Paulus und Barnabas auf ihrer ersten Missionsreise, Apg 13,14). Sie nützten solche Besuche, um dort von Jesus zu reden. Vielleicht war der Wunsch, diese Chance zu nützen, ein Grund, warum die Versammlungen der Christen nicht zeitgleich am Sabbat gehalten wurden. Jedenfalls gibt es für die Zeit der Alten Kirche keinen Hinweis auf christliche Gottesdienste, die  an Sabbaten stattfanden. Es handelte sich um zwei unterschiedliche Entwicklungslinien: Erstens der Sabbat, an dem die Arbeit ruhen sollte und an dem man eine jüdische Synagoge besuchen konnte, und zweitens „der erste Tag der Woche“, an dem sich Christen an die Auferstehung Jesu erinnerten.

#### Auferstehung Jesu am  „ersten Tag der Woche“
Nach der im Altertum üblichen Art, „inklusiv“ zu zählen, galt der Auferstehungstag Jesu als dritter Tag nach der Kreuzigung. Jesus erschien mehreren seiner Anhänger(innen) am Auferstehungstag, am „ersten Tag der Woche“. Die synoptischen Evangelien berichten, dass einige Frauen nach dem Sabbat, früh am Morgen, zum Grab kamen. Damit ist der betreffende Tag bereits klar bezeichnet, aber zusätzlich wird erwähnt, dass es „der (Tag) eins der Woche“ war. Dieselbe Formulierung steht dann auch in Apg 20,7 und in 1Kor 16,2.
Von Jesu weiteren Begegnungen mit Anhängern kennen wir den Wochentag nicht, ausgenommen von seiner Begegnung mit den elf Jüngern, als auch der die Berichte seiner Mitapostel bezweifelnde Thomas dabei war, „acht Tage darauf“ (Joh 20,26 ). Nach acht Tagen, in inklusiver Zählweise, war wieder Sonntag. Dass diese Begegnung genau an diesem Wochentag stattfand, blieb in Erinnerung, und schien auch erwähnenswert.
Die Gemeinde in Troas traf sich „am Tag eins der Woche“ zum „Brotbrechen“, „welches Lukas als das Abendmahl versteht, das im Zusammenhang eines gemeinsamen Mahls ... eingenommen wurde“. Paulus kam am Montag oder Dienstag nach Troas, wo er sieben Tage lang blieb, nämlich bis Montag früh. Sogleich nach Ende des Gottesdienstes, der vermutlich am Sonntag-Abend begann und sich bis zum nächsten Morgen hinzog, reiste Paulus von Troas ab. Die Apostelgeschichte berichtet:
Paulus kam mit seinen Mitarbeitern von Philippi „nach Troas, wo wir uns sieben Tage aufhielten. Als wir am ersten Tag der Woche versammelt waren, um das Brot zu brechen, redete Paulus zu ihnen, denn er wollte am folgenden Tag abreisen ...“ (Apg 20,5f ). Weil Paulus lange redete, wurde diese Versammlung außergewöhnlich lange, und das Brotbrechen fand dann erst nach Mitternacht statt. Dieser Bericht „scheint sich wie die Beschreibung einer normalen, regelmäßig stattfindenden Gewohnheit de rGemeinde in Troas anzuhören.“ Dieser Bericht wird oft als erster klarer Hinweis auf einen regelmäßigen Abendmahlsgottesdienst am Sonntag verstanden.
Den Korinthern schrieb Paulus, dass sie für die geplante Geldsammlung wöchentlich etwas zurücklegen sollten: „Jeder soll immer am ersten Tag der Woche etwas zurücklegen und so zusammensparen, was er kann.“ (1 Kor 16,2 ). Für Heidenchristen war ein Wochenrhythmus ungewohnt. Paulus wollte sie zu dieser wöchentlichen Regelmäßigkeit anleiten. Dazu nannte er „den ersten Tag der Woche“, was darauf hinweist, dass die Korinther diesen Tag regelmäßig beachteten. Das wäre verständlich, wenn sich die Gemeinde wöchentlich an diesem ersten Wochentag traf.
Die Offenbarung des Johannes wurde am dem Herrn gehörenden (kyriake) Tag empfangen: „Am Tag des Herrn wurde ich vom Geist ergriffen“ (Off 1,10 ). Einige Jahrzehnte danach erscheint diese Tagesangabe klar auf den Sonntag bezogen. Wenn die Angabe „der Tag des Herrn“ im AT vorkommt, meint sie jenen Zeitpunkt, zu dem Gott erscheint – um die Welt zu richten und zu erneuern. Der Sabbat wurde nicht so bezeichnet. Als „Herr“ (kyrios) wird im Neuen Testament Gott dann bezeichnet, wenn aus dem Alten Testament zitiert wird. Ansonsten bezieht sich „Herr“ (kyrios) auf Jesus, und das betrifft die überwiegende Mehrzahl des Vorkommens dieses Wortes.

### Die Feier am Sonntag im frühen 2. Jahrhundert
Bei den Apostolischen Vätern gibt es weiterhin zwei unterschiedliche Entwicklungslinien in Bezug auf besondere religiöse Wochentage: 
- Es gab erstens den Sabbat (Samstag) mit dem Ruhegebot; der Besuch von Synagogen am Sabbat taucht in den christlichen Schriften selten auf, denn die Judenchristen waren nur noch eine Minderheit in der Christenheit.
- Es gab zweitens den Sonntag als Tag der Erinnerung an Jesu Auferstehung. Mit dem „Tag des Herrn“ ist vermutlich der Sonntag gemeint.

Festzuhalten ist, „daß der Sonntag nicht an die Stelle des Sabbats getreten ist.“ Erst 321 wurde durch Konstantin ein Ruhegebot für das ganze Römische Reich erlassen, wobei er den Sonntag auswählte. 
Die Bedeutung des Sonntags wird bereits in der ersten Hälfte des 2. Jahrhunderts bezeugt, und zwar durch Ignatius von Antiochien (Herrntag), den Barnabasbrief, die Didache und Justin den Märtyrer.
Die Bedeutung des Auferstehungstags ist bereits in der ersten Hälfte des 2. Jahrhunderts bezeugt, und zwar durch Ignatius von Antiochien (Herrntag), den Barnabasbrief (achter Tag), die Didache (Herrntag) und Justin den Märtyrer (nach der Sonne benannter Tag).
Ignatius von Antiochien erwähnte um 110 in einem Brief an die Magnesier die Bedeutung des Herrentags:
„... wenn wir bis jetzt nach dem Judentum leben, gestehen wir zu, dass wir die Gnade nicht empfangen haben. ... Wenn nun die nach dem alten Brauche lebten, umgekehrt zur neuen Hoffnung gelangt sind, indem sie nicht mehr den Sabbat halten, sondern ihr Leben nach dem Herrntag richten, an dem auch unser Leben aufgesproßt ist durch ihn und seinen Tod ... Es ist nicht am Platze, Jesus Christus im Munde zu führen und nach dem Judentum zu leben. Denn der Glaube des Christentums führte nicht zum Judentum, sondern das Judentum zum Christentum, ...“
Hier wendet sich Ignatius vermutlich gegen die insbesondere bei Judenchristen bestehende Neigung, neben ihrem Glauben an Jesus auch (viele?) jüdische Glaubenspraktiken beizubehalten (oder wieder dahin zurückzukehren); ein ähnliches Anliegen hatte der Hebräerbrief. 
Hier, um das Jahr 110, sehen wir den „dem Herrn gehörenden (Tag)“ ausdrücklich unterschieden vom Sabbat. Ähnlich dann auch in der Didache. Es scheint sich hier um eine klare, bereits eingebürgerte Terminologie zu handeln. Demnach ist es wahrscheinlich, dass die ähnliche Formulierung in der vielleicht um 90 verfassten Offenbarung 1,10 („Ich war im Geist an dem dem Herrn gehörenden Tag“) ebenfalls den Tag der Auferstehung Jesu meint, nicht den Sabbat.
Der römische Statthalter Plinius der Jüngere beschrieb, was er im Verhör über die Versammlung von Christen herausfand. Sie versammelten sich „an einem bestimmten Tag vor Sonnenaufgang“; um welchen Tag es sich handelt, sagt Plinius nicht:

„Sie pflegten sich an einem bestimmten Tage vor Sonnenaufgang zu versammeln, Christus als ihrem Gott einen Wechselgesang zu singen ... Hernach seien sie auseinandergegangen und dann wieder zusammengekommen, um Speise zu sich zu nehmen ...“

Der Barnabasbrief (um 130) nimmt die Gebote des Alten Testaments nicht wörtlich, sondern deutet sie allegorisch. In Bezug auf das Sabbatgebot deutet der Barnabasbrief die Ansicht Gottes folgendermaßen:
„Sehet, wie er sagt: ‚Nicht die jetzigen Sabbate sind mir angenehm, sondern den ich eingesetzt habe, an dem ich, nachdem ich alles beendigt habe, den Anfang des achten Tages, das heißt den Beginn einer anderen Welt ansetzen werde.‘
Deshalb begehen wir auch den achten Tag in Freude, an dem auch Jesus von den Toten auferstanden und, nachdem er sich geoffenbart hatte, in den Himmel aufgestiegen ist.“
Der Barnabasbrief gibt hier eine theologische Begründung für die besondere Bedeutung des ersten Wochentages: Ausgehend von der Schöpfungswoche, welche mit dem Sabbat als dem siebenten Tag endete, beginnt mit dem achten Tag etwas Neues, mit der Auferstehung Jesu.
Bei Ignatius (Syrien) und im Barnabasbrief (Ägypten?) ist der von den Christen hochgehaltene Tag, an dem sie des Wirkens Jesu gedenken, der erste Wochentag, also der Sonntag.
Die Didache, die so genannte Lehre der zwölf Apostel, entstand vermutlich im Laufe der ersten Hälfte des 2. Jahrhunderts. Darin wird das Brotbrechen am Tag des Herrn erläutert:
„Bezüglich der Eucharistie haltet es so: ... in Betreff des gebrochenen Brotes: ‚Wir danken Dir, unser Vater, für das Leben und die Erkenntnis, ...‘ Wenn ihr aber am Herrentag zusammenkommt, dann brecht das Brot und sagt Dank, nachdem ihr zuvor eure Übertretungen bekannt habt, damit euer Opfer rein sei.“
„Der Name Sonntag (erwähnt bei Justin, Apol. I, 67) stammt aus der damals vordringenden Planetenwoche.“ Damit ergab sich für die Christen die Möglichkeit, den Tag der Versammlung allgemein verständlich als „Sonntag“ zu bezeichnen. Das geschah aber nur zögernd: Im NT ist es „der erste Tag der Woche“, um und nach 100 „der Tag des Herrn“. Um 150 greift erstmals Justin der Märtyrer (Rom) den Begriff auf, aber eher umschreibend: 
„An dem nach der Sonne benannten Tage findet die Zusammenkunft von allen, die in Städten oder auf dem Lande herum weilen, an einem gemeinsamen Ort statt. Es werden die Aufzeichnungen der Apostel und die Schriften der Propheten vorgelesen, soweit es die Zeit erlaubt. Wenn dann der Vorleser aufgehört hat, hält der Vorsteher eine Ansprache, in der er ermahnt und auffordert, diesen schönen Lehren und Beispielen nachzufolgen. Sodann stehen wir alle zusammen auf und schicken Gebete zum Himmel ... für uns selbst ... und für alle anderen auf der ganzen Welt, auf daß wir würdig werden ... auch in Werken als gute ... Menschen und als Beobachter der Gebote befunden zu werden, um so das ewige Heil zu erlangen. Nachdem wir die Gebete beendet haben, grüßen wir einander mit einem Kusse. Dann wird dem Vorsteher der Brüder Brot gebracht und ein Becher mit einer Mischung von Wasser und Wein. Dieser nimmt es, sendet durch den Namen des Sohnes und des Heiligen Geistes Lob und Preis zum Vater aller Dinge empor und verrichtet eine lange Danksagung dafür, daß wir dieser Gaben von ihm gewürdigt wurden. Ist er mit den Gebeten und der Danksagung zu Ende, stimmt das ganze anwesende Volk ein, indem es spricht: Amen. Nachdem der Vorsteher die Dankhandlung vollbracht und das ganze Volk eingestimmt hat, reichen die Diakone, wie sie bei uns heißen, jedem Anwesenden vom dankgesegneten Brot und vom mit Wasser vermischten Wein zum Genuß dar und bringen davon auch den Abwesenden.“
Danach beschreibt Justin in Kapitel 67 nochmals mit ähnlichen Worten: „An dem Tage, den man Sonntag nennt, findet eine Versammlung aller statt, die in Städten oder auf dem Lande wohnen; dabei werden die Denkwürdigkeiten der Apostel oder die Schriften der Propheten vorgelesen, solange es angeht.“
Kirchenschriftsteller bezeugen also, dass im frühen 2. Jahrhundert eine christliche Versammlung regelmäßig am Sonntag oder Tag des Herrn stattfand. Diese Praxis erscheint einheitlich, was darauf hinweist, dass sie schon mehrere Jahrzehnte alt ist. Dabei war das „Brotbrechen“, das Mahl zum Gedenken an Jesus, ein wichtiges Element. Es lässt sich jedoch nicht erkennen, dass dieser christliche Tag mit dem Gebot der Arbeitsruhe verbunden war. Eine solche Arbeitsruhe konnten die Christen als gesellschaftliche Minderheit ohnehin nicht anordnen. Ein Teil der Christen lebte in wirtschaftlicher Abhängigkeit, was insbesondere für Sklaven zutraf. Also war die Frage eines arbeitsfreien Tages, wie es diesen im Judentum gab, wohl kein Thema. 
Für die Christen war Jesus Christus Herr und Gott (Kyrios) und nicht der römische Kaiser, der den göttlichen Titel „Herr“ (Kyrios) für sich beanspruchte. Mit der Feier des Tags des Herrn distanzierten sich die Christen vom vergöttlichten römischen Kaiser bzw. dem Kaiserkult, und damit wurde ihr Tag des Herrn zum gelebten Glaubensbekenntnis und in einem gewissen Sinn auch zum Politikum.
Es gab einzelne Gruppen, die sowohl den Tag des Herrn als auch den Sabbat feierten, nämlich die Ebioniten und die im Mittelalter entstandenen Albigenser.

### Sonntagsruhe durch Kaiser Konstantin 321

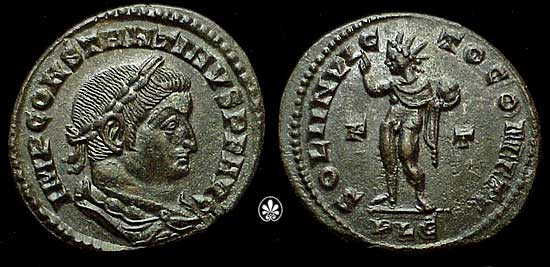
Konstantin der Große (307–337) als Sol invictus. Geprägt ca. 309–310, Lugdunum. Sol stehend mit dem Gesicht nach rechts, rechte Hand erhoben, den Globus in der linken, mit siebenstrahliger Gloriole des Helios

Im Jahre 321 erklärte Kaiser Konstantin den Dies solis zum verpflichtenden Feiertag, auch für die Christen und Mithrasanhänger. „Alle Richter und Einwohner der Städte, auch die Arbeiter aller Künste, sollen am ehrwürdigen ‚Tag der Sonne‘ ruhen.“
Dringende landwirtschaftliche Arbeit ist bei Konstantin ausgenommen. Dieser gefeierte Tag war bei den Anhängern des Mithraskults, dem überwiegend die römischen Soldaten anhingen, der heilige Tag, den auch die Heidenchristen als Tag des Herrn feierten. Konstantin konnte mit diesem Edikt also gleich zwei wichtigen Religionen dienen, wiewohl er sich selbst auch auf Münzen als Sol invictus („unbesiegter Sonnengott“) prägen ließ.

### Mittelalter
Im Laufe des Mittelalters entwickelten sich in Bezug auf die Sonntagsruhe kirchliche Gebote:
Christen hatten am Gottesdienst teilzunehmen, der Sonntagsfrevel (Sonntagsarbeit) gefährde das Seelenheil. Gleiches galt auch für eine allmählich immer weiter zunehmende Zahl von kirchlichen Feiertagen.

### Reformation
In der Reformation war der absolut arbeitsfreie Sonntag nicht wesentlich, es ging bei der Sonntagsheiligung in erster Linie um den Gottesdienstbesuch. Die meisten anderen kirchlichen Feiertage wurden abgeschafft.

„Darum geht nun dieses Gebot uns Christen nach dem grob-äußerlichen Wortsinn nichts an. Denn es handelt sich um ein ganz äußerliches Ding, das, wie andere Satzungen des Alten Testaments, an besondere Weisen, Personen, Zeiten und Orte gebunden war; diese sind nun durch Christus alle freigegeben. Aber um für die einfachen Menschen ein christliches Verständnis dessen zu umreißen, was Gott in diesem Gebot von uns fordert, so merke: wir halten Feiertage nicht um der verständigen und gelehrten Christen willen, denn diese bedürfen dessen zu nichts. Vielmehr tun wir es erstens auch um leiblicher Ursachen und Bedürfnisse willen. Denn die Natur lehrt und fordert das für das einfache Volk, für Knechte und Mägde, die die ganze Woche ihrer Arbeit und ihrem Geschäft nachgegangen sind, daß sie sich auch einen Tag lang zurückziehen, um sich auszuruhen und zu erquicken. Sodann allermeist deshalb, daß man an einem solchen Ruhetag, weil man sonst nicht dazu kommen kann, Gelegenheit und Zeit hat, um am Gottesdienst teilzunehmen; man soll also zusammenkommen, Gottes Wort zu hören und sich damit zu beschäftigen, um dann auch Gott zu loben, zu singen und zu beten.“

„103. Was will Gott im vierten Gebot? – Zum Ersten will Gott, daß das Predigtamt und die Schulen erhalten werden und ich besonders am Feiertage regelmäßig zur Gemeinde Gottes komme, um das Wort Gottes zu lernen, die heiligen Sakramente zu gebrauchen, den Herrn öffentlich anzurufen und das christliche Almosen zu geben. Zum Zweiten will er, daß ich alle Tage meines Lebens von meinen bösen Werken feiere, den Herrn durch seinen Geist in mir wirken lasse und so den ewigen Sabbat in diesem Leben anfange.“

Dem Sonntag wurden auch Kirchenlieder gewidmet, wie dieses von Olearius (1671):

„1. Gott Lob, der Sonntag kommt herbei,
die Woche wird nun wieder neu.
Heut hat mein Gott das Licht gemacht,
mein Heil hat mir das Leben bracht.
Halleluja.

2. Das ist der Tag, da Jesus Christ
vom Tod für mich erstanden ist
und schenkt mir die Gerechtigkeit,
Trost, Leben, Heil und Seligkeit.
Halleluja.“

### Neuzeit

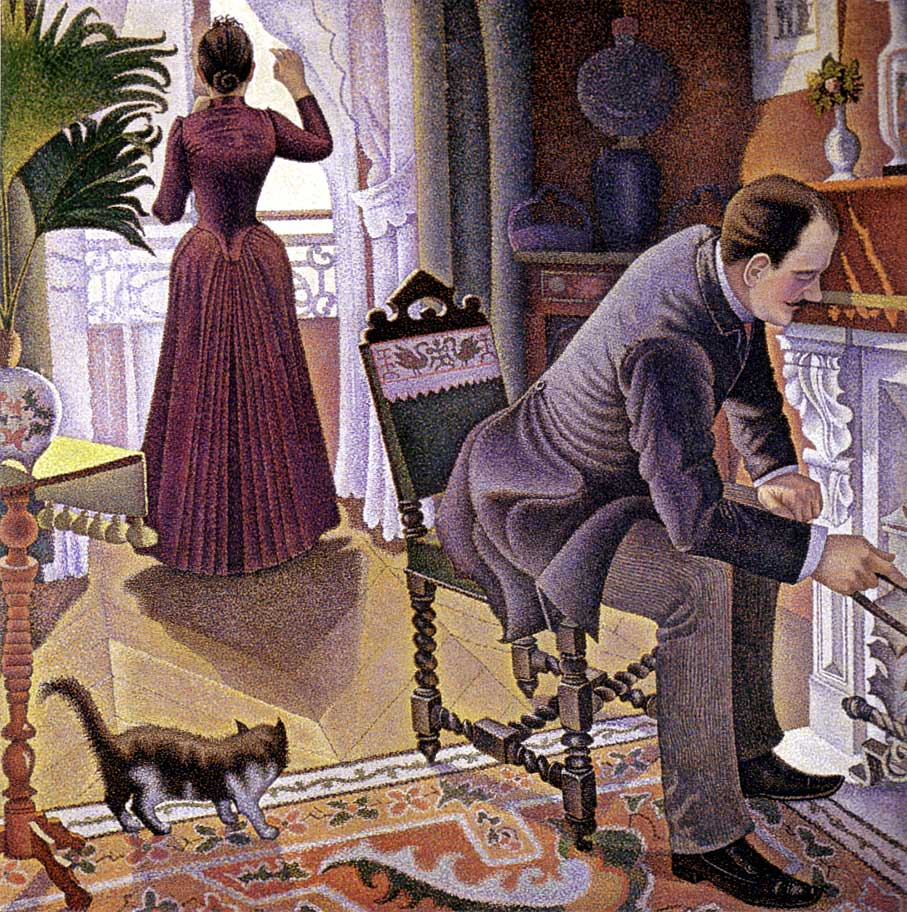
Paul Signac: Sonntag 1888–1890

Im 17. Jahrhundert kam durch die von den Puritanern beeinflussten Pietisten wieder eine sabbatähnliche Sonntagsheiligung auf, die in den folgenden Jahrhunderten wegen der Industrialisierung immer weniger eingehalten wurde.
Die Französische Revolution führte zur – wenigstens vorübergehenden – Abschaffung jeglicher Feiertage und der Gleichstellung des Sonntags mit einem gewöhnlichen Werktag. Erst im 19. Jahrhundert wurden erste Arbeitsgesetze erlassen, welche die Arbeit am Sonntag einschränkten (z. B. Schweizer Fabrikgesetz von 1877).
Die Weimarer Reichsverfassung legte 1919 in Art. 139 fest: „Der Sonntag und die staatlich anerkannten Feiertage bleiben als Tage der Arbeitsruhe und der seelischen Erhebung gesetzlich geschützt.“ Nach Art. 140 des Grundgesetzes von 1949 ist der Artikel der Weimarer Verfassung „Bestandteil dieses Grundgesetzes“.
Ab 1. Oktober 1929 wurde aufgrund eines Regierungsdekretes vom 24. September 1929 der sowjetische Revolutionskalender in seiner ersten Variante eingeführt. Er sollte als antikirchliche Maßnahme die Sieben-Tage-Woche durch eine unterbrochene Fünf-Tage-Arbeitswoche mit 12 Monaten zu je 30 Tagen und fünf zusätzlichen arbeitsfreien Tagen überlagern und damit den Sonntag als Ruhetag abschaffen. 1940 wurde der Revolutionskalender wieder abgeschafft und die Sieben-Tage-Woche wieder eingeführt. Als Gründe wurden genannt, dass sich die Tradition in der Bevölkerung nicht unterdrücken ließ und Arbeiter häufig sowohl am Sonntag als auch am Ruhetag des Revolutionskalenders der Arbeit ferngeblieben seien.

### Besonderes
Der Hamburger Fischmarkt, der an Sonn- und Feiertagen abgehalten wird, beginnt um 5, im Winter um 7 Uhr morgens und endet bereits um 9:30 Uhr. Die frühen Öffnungszeiten gehen auf den historischen Fischmarkt, der seit 1703 abgehalten wurde, zurück: Der leicht verderbliche Fisch sollte an Sonntagen vor dem Kirchgang um zehn Uhr verkauft sein.
Der schottische Leichtathlet Eric Liddell weigerte sich als frommer Christ bei den Olympischen Spielen 1924 in Paris zum Vorlauf seiner Disziplin, des 100-Meter-Laufs, anzutreten, da er an einem Sonntag stattfand. Stattdessen wurde Liddel überraschend und mit einem neuen Weltrekord Sieger im 400-Meter-Lauf, bei dem Vorläufe und Finale an Werktagen ausgetragen wurden. Diese Ereignisse wurden im 1981 erschienenen Film Die Stunde des Siegers (engl. Chariots of Fire) aufgegriffen. In den Niederlanden verbietet ein Gesetz von 1954 das Fußballspielen vor 13 Uhr.

## Sozialpsychologie des Sonntags
Viktor Frankl spricht von der „Sonntagsneurose“, in die der Arbeitende falle, der „nichts als Arbeitsmensch“ sei: Am Sonntag, wenn das Arbeitstempo der Arbeitswoche fortfalle, werde die Sinnarmut großstädtischen Alltags bloßgelegt.